# Renfe série 269.9
Les 269-900 constituent une sous-série de locomotives électriques de la Renfe. 
Elle est issue de la transformation de 269.2 appartenant à l'UN de Grandes Lineas et à leur spécialisation au trafic voyageur. La renumérotation semble surtout destinée à différencier les machines de cette activité de celles appartenant à Transportes Combinados.

## Conception
Ces machines ne diffèrent des 269.2 que par l'adoption d'une nouvelle transmission avec monoréducteur bloqué sur 140 km/h. À l'origine, 23 unités sont prévues pour être transformées. Fin 2001, seules 20 unités sont renumérotées. Les 269-313, 310, et 299, prévues pour devenir 269-921-3 à 923-9, ne seront jamais transformées et restent finalement propriétés de l'UN Transportes Combinados.
- La 269-254 devient 269-901-5
- La 269-246 devient 269-902-3
- La 269-252 devient 269-903-1
- La 269-285 devient 269-904-9
- La 269-294 devient 269-905-6
- La 269-264 devient 269-906-4
- La 269-277 devient 269-907-2
- La 269-286 devient 269-908-0
- La 269-290 devient 269-909-8
- La 269-262 devient 269-910-6
- La 269-321 devient 269-911-4
- La 269-203 devient 269-912-2
- La 269-204 devient 269-913-0
- La 269-216 devient 269-914-8
- La 269-259 devient 269-915-5
- La 269-242 devient 269-916-3
- La 269-307 devient 269-917-1
- La 269-329 devient 269-918-9
- La 269-323 devient 269-919-7
- La 269-247 devient 269-920-5

## Service
Après transformation et renumérotation, toutes les 269-900 sont affectées à l'UN de Grandes Lineas à la curieuse exception des 269-919 et 920 qui restent propriété de l'UN Cargas.
Elles sont réparties entre les dépôts de Leon (269-909 et 918), Miranda de Ebro (269-901, 906 à 908, 910 et 911, 913 et 914, et 916-917), Barcelona-Can Tunis (269-903-904, 912 et 915) et Séville-Santa Justa (269-902 et 905), les deux unités de Cargas restant affectées à Saragosse-Delicias. La 269-904 est mutée de Barcelona à Miranda de Ebro avant la fin de l'année.
En 2004, la 269-902 de Leon est la première à recevoir la nouvelle livrée de l'UN de Grandes Lineas.
Un petit lot est vendu à l'EFE. Elles reçoivent de nouveaux bogies identiques à ceux de la série 269.4 et une nouvelle livrée à base de bleu, de blanc et de jaune. Première unité ainsi transformée, la 269-917 sort des ateliers de peinture de Fuencarral le 21 février 2003. Les 269-909, 911 et 916 connaissent le même sort. Début 2004 elles sont affectées aux trains Terrasur reliant Santiago du Chili à Temuco en neuf heures. Si l'on ajoute la récupération par la nouvelle UN de Mercancias des 269-919 et 920 pour être transformées en « tandem » 269-758, les effectifs de la série tombent à 14 unités au 31 décembre 2004.